# Anthracopupidae
De Anthracopupidae zijn een familie van uitgestorven weekdieren uit de klasse van de Gastropoda (slakken).

## Taxonomie
De volgende geslachten zijn in de familie ingedeeld:
- Geslacht  † Anthracopupa Whitfield, 1881
  -  † Anthracopupa ohioensis Whitfield, 1881